# Noyal-sur-Vilaine
Noyal-sur-Vilaine är en kommun i departementet Ille-et-Vilaine i regionen Bretagne i nordvästra Frankrike. Kommunen ligger i kantonen Châteaugiron som tillhör arrondissementet Rennes. År 2022 hade Noyal-sur-Vilaine 6 250 invånare.

## Befolkningsutveckling
Antalet invånare i kommunen Noyal-sur-Vilaine
Referens:INSEE